# 시모어 크레이
시모어 로저 크레이(Seymour Roger Cray, 1925년 9월 28일 ~ 1996년 10월 5일)는 미국의 전기공학자, 슈퍼컴퓨터 설계자이다. 크레이 리서치(Cray Research)를 설립하였으며 초기 슈퍼컴퓨터 산업의 중요한 인물로 꼽힌다.
1925년 위스콘신주 치페와 폴스(Chippewa Falls)에서 태어났다. 제2차 세계 대전 때 무전수로 징집되었다. 1949년 미네소타 대학교에서 전기공학을 전공하였으며 1951년 응용수학으로 석사학위를 받았다.
크레이는 1950년 미국 해군 암호 해독 연구소에서 분리되어 나온 기업인 공학연구협회(Engineering Research Associates)에 참여하였으며, 1957년 윌리엄 노리스(William Norris)와 함께 컨트롤 데이터 코퍼레이션을 설립했다. 크레이는 컨트롤 데이터 코퍼레이션에서 CDC 1604, CDC 6600 등의 슈퍼컴퓨터를 설계했다. 
1972년 크레이는 컨트롤 데이터 코퍼레이션을 나와 크레이 리서치를 설립하였으며, 크레이-1과 크레이-2 슈퍼컴퓨터의 설계를 맡았다. 크레이 리서치의 콜로라도스프링스 연구소를 분사하여 크레이 컴퓨터 코퍼레이션(Cray Computer Corporation)을 이끌었으나, 크레이-3의 실패와 냉전의 종식을 거치며 크레이 컴퓨터는 1995년 3월 파산하였다.
1996년 10월 5일 교통사고 후유증으로 사망하였다. IEEE 컴퓨터학회는 1997년부터 고성능 컴퓨터 시스템에 대한 혁신적 기여에 시모어 크레이 컴퓨터공학상(Seymour Cray Computer Engineering Award)을 시상하고 있다.